# Chantalpetit
chantalpetit, de son vrai nom Chantal Petit, est une artiste, peintre, sculptrice et vidéaste française.

## Biographie
chantalpetit est née à Agadir en 1951.
Elle passe son enfance entre le Maroc et la France.
De 1970 à 1972 elle étudie aux Arts Décoratifs, ainsi qu’aux Beaux-arts de Paris où elle suit les cours d’Etienne Martin.
Artiste pluridisciplinaire, chantalpetit développe une œuvre foisonnante organisée par grands cycles et séquences qui s’enchevêtrent pour composer une oeuvre-fleuve. Convoquant les thèmes de l’origine et de la nature, les mythes, la littérature et l’histoire de l’art, elle élabore un recueil infini d’images où se conjuguent intuitions individuelles et schèmes universels. À travers des séries de peintures, de dessins, de sculptures mais aussi des installations, des vidéos ou des performances, elle constitue un corpus vivant, à l’image d’un organisme en constante mutation.
Son travail est présenté régulièrement en France et à l’étranger et fait partie de nombreuses collections privées et publiques (Fonds national d'art contemporain, Frac Picardie, Frac Île-de-France, Fonds graphique et photographique de la ville de Vitry-sur-Seine, Musée National d’Art Moderne, Fonds du ministère des Affaires Étrangères, Fonds du Moderna Museet, Stockholm, Fondation Antoine de Galbert).

## Carrière artistique
Entre 1973 et 1979, elle se consacre au théâtre, tout en poursuivant une œuvre graphique.
Elle collabore en tant qu’illustratrice avec différentes revues et maisons d'édition. Durant ces années, elle est membre du groupe GEL (groupe d'expression libre), compagnie de théâtre expérimentale fondée et dirigée par Véronique Petit et Eduardo Manet.
Elle crée par ailleurs plusieurs scénographies, notamment pour Roger Blin. Elle rencontre à la même époque les membres du groupe panique (Roland Topor, Roman Cieslewicz, Arrabal , Alejandro Jodorowsky, Olivier O. Olivier, etc...) qui l’invitent à participer à l'exposition Panique Universelle, à la maison de la culture de Rennes en 1980.
Elle apparaît également dans la revue Le fou parle créé par Jacques Vallet.
Au début des années 80, elle arrête le théâtre et commence la peinture.
1990-1995
- Obtient la bourse d’études Villa Médicis « Hors les murs »
- Commande du CNAP en 1992 du Portrait de Paule Thévenin.
- À l’invitation de l’architecte Henri Gaudin, elle réalise pour le lycée d’enseignement technique et le lycée d’enseignement général à Cergy-Pontoise un ensemble de peintures installées selon divers protocoles.

1997-1999
- Début des grandes suites de peintures.
- Premières sculptures, principalement des pièces en terre cuite pouvant se conjuguer à l’eau, au feu, au son.

2000-2004
- À l’occasion de l’entrée dans le troisième millénaire et à l’invitation de l’administrateur du Panthéon, Bernard Jeannot, projet d’une exposition de sculptures, « Peupler le Panthéon ». Réalisation de figures monumentales en terre cuite « Atelier de pan », pour laquelle elle reçoit une bourse du Centre des monuments nationaux. Quelques-unes seront présentées en 2001 sous le titre « Atelier no 2 – Transfigures », dans les locaux avant rénovation de la future Maison rouge, à l’occasion du parcours privé de la Fiac.
- « Projet Transfigures, une peinture interactive » pour le hall du siège de Gaz de France à Paris.

2005-2010
- Commande d’un objet « label Grand Site de France », « Phusis », réalisé en verre en 2007.
- Commence en 2005 la série monumentale « Le Festin des dieux », conçue comme une peinture sans fin, qu’elle retouchera jusqu’en 2013 et enrichira d’un retable et d’une sculpture.
- Série des « Paysages » et poursuite du « Festin des dieux ».
- Réalise ses premières vidéos « Gorgona », « Erutplucs elgueva » et « Phusis ».

2011-2020
- Réalise les séries de peintures « Ut vivas », « Des astres », « Seul dans la splendeur »  et « Ténèbres fertiles ». Ses peintures sont à présent le plus souvent associées aux séries de sculptures « Sculptures de peintures », « Petits palmyres » et aux vidéos « La Fabrique des météores », « Clinamen », « Cinq minutes de silence pour trois petits palmyres » et « Bonjour madame Courbet ».

2021-2023
- Séries de peintures et de sculptures : « Renaissance du caméléon », « Arches », « Transports », « Terres outrepassées », « Substantifiques sèves », « Allegretto ».
- Vidéos « l’anniversaire du peintr(e) confiné(e) 1, 2 et 3 », « Chantalargerich – » , « Monocle – » , « Transport – reprendre les esprits » , « L’Empereur ivre ».

Parution de la monographie chantalpetit 19732023 aux éditions Dilecta.
Elle a enseignée à Penninghen de 1987 à 2019.

## Expositions

### Expositions collectives (sélection)
- 2019 : Un artiste, une oeuvre, un objet, Galerie Patricia Dorfmann, Paris
- 2019 : Souvenirs de voyage, la collection Antoine de Galbert, musée de Grenoble
- 2019 : Les Yeux fermés, Galerie Schumm-Braunstein, Paris
- 2019 : Femmes, femmes, femmes, Galerie Satellite, Paris
- 2018 : Dess(e)in d’une exposition, Frac Picardie, Amiens
- 2018 : Reliefs Cassenti, Le Générateur, Gentilly
- 2018 : Femmes provocatrices, Galerie Satellite, Paris
- 2018 : 186 feuilles, galerie municipale Jean-Collet, Vitry-sur-Seine
- 2017 : À contre-pied, Galerie Forêt verte, Paris
- 2017 : Histoires de passages, festival d’Argentat
- 2017 : Grand trouble, La halle Saint-Pierre, Paris
- 2016 : Lignes du visage, Musée Boucher-de-Perthes, Abbeville, FRAC Picardie
- 2016 : Ceramix - De Rodin à Schütte, La Maison Rouge, Paris
- 2015 : Ceramix - From Rodin to Schütte, Bonnefantenmuseum, Maastricht
- 2015 : Les Cahiers dessinés, La Halle Saint Pierre, Paris
- 2014 : Le Mur -  La Maison Rouge, Paris[6]
- 2014 : Amitiés parisiennes, galerie Area, Paris
- 2014 : Avoir 10 + 1 pour les 10 ans du CAC , Lithos, Saint-Restitut
- 2013 : Acquisitions récentes 2009-2013 , Frac Picardie, Amiens
- 2013 : Galerie Moisan, Paris
- 2012 : Galerie Jacques Elbaz, Paris
- 2011 : Tous cannibales, La Maison rouge, Paris
- 2011 : My Paris, Me collector, Berlin
- 2011 : Galerie Polad Hardouin, Paris
- 2010 : Voyage dans ma tête, La Maison Rouge, Paris
- 2007 : Salon du dessin contemporain, Paris
- 2004 : L'intime, le collectionneur derrière la porte, La Maison Rouge, Paris
- 2004 : Cent Peintres pour l'Humanité, Paris
- 2003 : Espace Accatone, Paris
- 2003 : Galerie Suzanne Tarasiève, Barbizon
- 2001 : FIAC, parcours privé, Paris
- 2001 : Espace Poirel, Nancy
- 2001 : Galerie Henri Bussière, Paris
- 2000 : Fondation d'entreprise Ricard, Paris
- 1994 : Centre Georges Pompidou, Paris
- 1993 : Galerie Vallois, Paris
- 1993 : Galerie de l'Uquam, Montréal
- 1992 : ELAC, Lyon
- 1991 : Objets trouvés d'artistes, Galerie du jour, Agnès B., Paris
- 1989 : Les paysages de l'art contemporain, Ecole nationale des Beaux-Arts, Paris

## Publications
- chantalpetit – 19732023, monographie, éditions Dilecta, Paris, 2024[2]
- Juliette Laffon, « Entretien avec chantalpetit », Malakoff, le 20 avr. 2013, publié dans le catalogue de l’exposition « Le Festin des dieux », chapelle des Pénitents bleus, Marseille, éditions Dumerchez, 14 juin–13 juill. 2013[7]
- Jean-Luc Chalumeau, « La sculpture de peintures selon chantalpetit », Verso, no 93, 2013[7]
- Bernard Noël, « Le festin des yeux », catalogue de l’exposition « Le Festin des dieux », chapelle des Pénitents bleus, Marseille, éditions Dumerchez, 14 juin–13 juill. 2013[7]
- Jean-Christophe Bailly, « L’Éveil du paysage », catalogue de l’exposition, La Maison des arts, Malakoff, nov. 2008
- François Barré, « Une force légendaire », catalogue de l’exposition « Ogrod rozkoszy », centrum kultury Zamek, Institut français de Cracovie, Pologne, mars 2006[8]
- Philippe Morel, « Les épiphanies caravagesques de chantalpetit », Art absolument, no 9, 2004[9]
- Eduardo Manet, « Bain de jouvence », catalogue de l’exposition « Le Jardin des délices », galerie municipale de Vitry-sur-Seine, 4 juin–4 juill. 1999[10]
- Chantalpetitlivre2, éditions Dumerchez, 1999
- Chantalpetitlivre, éditions Clot, 1995

- Marie-Laure Bernadac, « Peinture comme nourriture », catalogue de l’exposition « Nourritures », galerie Antoine de Galbert, Grenoble, 1993
- Jean-Christophe Bailly, « Le Creuset », catalogue de l’exposition, hôtel de ville, Paris, 16 oct.–6 déc. 1992.
- Alain Jouffroy, « chantalpetit, le caméléon et l’aveugle », catalogue de l’exposition, galerie Jean Briance, 21 avr.–28 mai 1988[11]
- Roger Blin, « Les Dessins de chantalpetit », catalogue de l’exposition, théâtre 71, Malakoff, 1983
- André Ruellan, « chantalpetit peint comme on brûle », catalogue de l’exposition « chantalpetit. Peintures, dessins », Galerie Remarque, Trans-en-Provence, 24 juin–8 août 1983[12]

## références